# TV 1886 Offenbach
Der TV 1886 Offenbach e.V., kurz TV Offenbach, ist ein rheinland-pfälzischer Sportverein aus Offenbach an der Queich im Landkreis Südliche Weinstraße.

## Geschichte
Der 1886 gegründete TV 1886 Offenbach e.V. ist ein Mehrspartensportverein mit den Abteilungen Handball, Leichtathletik, Tischtennis und Turnen.

## Handball
Die Handballabteilung des TV Offenbach nimmt mit vier Männermannschaften und elf Nachwuchsmannschaften am Spielbetrieb des Pfälzer Handball-Verbandes teil. Zu den größten Erfolgen der Abteilung gehören der Aufstieg in die drittklassige Handball-Regionalliga, der sie acht Jahre angehörte und die mehrmalige Teilnahme am DHB-Pokal bis zur 3. Hauptrunde. In der Saison 2023/24 spielt die 1. Männermannschaft in der viertklassigen Oberliga Rheinland-Pfalz/Saar.

### Erfolge
- Aufstieg in die Regionalliga-Südwest (3. Liga) 2001
- Meister Handball Oberliga-Pfalz (4. Liga) 2001
- Aufstieg in die Oberliga-RPS (4. Liga) 2017
- Aufstieg in die Oberliga Pfalz 1996
- DHB-Pokal 3. Hauptrunde 2005/06
- DHB-Pokal 2. Hauptrunde 2008/09
- DHB-Pokal Hauptrunde 2000/01,
 2002/03, 2003/04, 2007/08